# اسب قره‌باغ
اسب قره باغ که در روسی به آن Karabai یا Karabskaya نیز گفته می شود ، یک اسب مسابقه ای استپی کوهستانی و اسب سواری است. این نام از منطقه جغرافیایی که اسب در ابتدا در منطقه قره باغ توسعه یافته بود ، گرفته شده است. این نژاد بخاطر مزاج و سرعت خوب مورد توجه قرار گرفته است.